# Prophilopotamus asiaticus
Prophilopotamus asiaticus là một loài côn trùng trong bộ Cánh lông, họ Philopotamidae.